# Distrikt Pucacaca
Der Distrikt Pucacaca liegt in der Provinz Picota in der Region San Martín in Nordzentral-Peru. Der Distrikt wurde am 8. Mai 1936 gegründet. Er besitzt eine Fläche von 203 km². Beim Zensus 2017 wurden 2996 Einwohner gezählt. Im Jahr 1993 lag die Einwohnerzahl bei 3295, im Jahr 2007 bei 2852. Sitz der Distriktverwaltung ist die 217 m hoch gelegene Ortschaft Pucacaca mit 1192 Einwohnern (Stand 2017). Pucacaca befindet sich 8 km nördlich der Provinzhauptstadt Picota.

## Geographische Lage
Der Distrikt Pucacaca liegt in den östlichen Voranden nordzentral in der Provinz Picota. Der Río Huallaga durchquert das Areal in nördlicher Richtung.
Der Distrikt Pucacaca grenzt im Westen an den Distrikt San Pablo (Provinz Bellavista), im Norden an die Distrikte Buenos Aires, Pilluana und Tres Unidos sowie im Süden an die Distrikte Tingo de Ponasa, Picota und Caspisapa.

## Ortschaften
Im Distrikt gibt es neben dem Hauptort folgende größere Ortschaften:
- Cedro Pampa (279 Einwohner)
- Chincha Alta (398 Einwohner)
- Nuevo Codo
- Shimbillo (936 Einwohner)